# Marinha das Ondas
Marinha das Ondas es una freguesia portuguesa del concelho de Figueira da Foz, con 28,97 km² de superficie y 3.241 habitantes (2001). Su densidad de población es de 111,9 hab/km².